# Marjan Groot
Marjan Groot (1959 - 2019) was een Nederlands kunsthistoricus.
Groot studeerde  kunstgeschiedenis aan de Universiteit van Amsterdam en de Universiteit Leiden en was gespecialiseerd in de geschiedenis van de kunstnijverheid. Aan de universiteit van Leiden gaf zij vanaf 1990 colleges en organiseerde zij werkgroepen over de geschiedenis van de west Europese kunstnijverheid.
Haar onderzoek bestreek alle vormen van toegepaste kunst. Het accent lag daarbij op Nederlandse toegepaste kunst uit de periode 1880-1940. In haar standaardwerk en proefschrift Vrouwen in toegepaste kunst en industriële vormgeving in Nederland 1880-1940 heeft ze de bijdrage van vrouwen onderzocht in het hele veld van de toegepaste kunst in de aangegeven periode. In haar onderzoek naar diermotieven in toegepaste kunst stonden iconografische en iconologische aspecten centraal.

## Publicaties (selectie)
- Vrouwen in toegepaste kunst en industriële vormgeving in Nederland 1880-1940 – Uitgeverij 010 – Rotterdam 2007. ISBN 9789064505218
- Hanneke Oosterhof, Textielkunstenaressen art nouveau art deco 1900-1930, Tilburg (Gids Nederlands Textielmuseum) 2005.
- Vrouwen in de vormgeving, Historica 28 (februari 2005) 1, pag.16-18.
- Beestenspul. Dieren op toegepaste kunst in: Leven in een verzameling. Toegepaste kunst uit de collectie Meentwijck 1890-1940.